# Mathilde Dedye
Mathilde Dedye, född 1977 i Paris, är en fransk-svensk filmproducent.

## Biografi
Mathilde Dedye är dotter till en belgisk far och en finlandssvensk mor. Hon är född i Frankrike men flyttade till Sverige efter gymnasiet. Dedye är utbildad civilekonom med inriktning på affärsutveckling och medieteknik på Handelshögskolan i Stockholm och har även studerat vid City University of New York.
Dedue inledde sin karriär inom filmbranschen 2002 och har bland annat arbetat som eventkoordinator på Stockholms filmfestival och som VD-assistent åt producenten Börje Hansson. Hon var biträdande producent på Måns Mårlind och Björn Steins miniserie Snapphanar (2006) och på en serie med Lilla spöket Laban-filmer. Från 2005 var hon verksam som huvudproducent för flera novellfilmer. År 2008 började hon samarbeta med producenten Fredrik Heinig under bolagsnamn som Spader Knekt, St Paul Film och så småningom B-Reel med titlar som Johans Klings Puss (2010), Kristian Petris Ond tro (2010) och Marius Holsts Flykten från Bastøy (2010).
År 2011 bildade hon, tillsammans med Mattias Sandström, filmbolaget French Quarter Film. Dedye producerade Anna Odells dramafilm Återträffen (2013) och som filmens producent tilldelades hon en Guldbagge för bästa film. År 2019 producerade hon Levan Akins dramafilm And Then We Danced och tilldelades återigen en Guldbagge för bästa film. Succén upprepades 2025 med Akins film Passage då Dedye tilldelades sin tredje Guldbagge för bästa film i egenskap av producent.